# تلمبه آغل
تلمبه آغل یک منطقهٔ مسکونی در ایران است که در دهستان مشیز واقع شده‌است. تلمبه آغل ۲۱ نفر جمعیت دارد.